# Piano Sonata, Op. 21
Piano Sonata, Op. 21, em dó menor, de Cécile Chaminade, composta em 1893 e publicada dois anos mais tarde por Enoch & Cie., reflete o estilo romântico maduro desse período da compositora com uma sensibilidade única. Esta obra em grande escala, dedicada à seu então futuro genro Moritz Moszkowski, não abre com uma forma típica de sonata-allegro. Em vez disso, o primeiro movimento apresenta uma estrutura enigmática próxima a uma forma que se espelha em torno da seção de desenvolvimento, na qual prevalecem as dramáticas transformações do primeiro tema. Após o longo e denso segundo movimento, a Sonata termina com um final virtuoso. O último movimento foi publicado anteriormente como parte do Six Études de Concert, Op. 35 (1886).

## Descrição
Em três movimentos: I. Allegro appassionato (dó menor), II. Andante (lá bemol maior), III. Allegro (dó menor). O Op. 21 de Chaminade estabeleceu sua reputação como uma jovem compositora a ser reconhecida. A sonata é lançada na forma usual de três movimentos - rápido, lento, rápido - com a abertura Allegro appassionato mantendo a forma sonata convencional, apresentando dois temas contrastantes. O Andante tem uma forma A–B–A simples, com um tema lírico em sua parte central. O Allegro final é um exercício virtuoso repleto de ritmos e alta energia do começo ao fim.
O movimento lento Andante (II), em lá bemol maior, começa como um devaneio romântico lindamente melodioso, perturbado por uma figura fatídica em ritmo pontilhado que se relaciona com o tema de abertura do primeiro movimento. Esse movimento vai para dó menor para seu segundo tema cantante antes de construir um clímax rapsódico que combina todas as ideias até agora ouvidas. A melodia romântica da abertura retorna, mas a coda derrete primorosamente no segundo tema. O viril, espirituoso 'finale' é uma espécie de tocata, seu movimento quase perpétuo de semicolcheias, quebrado por golpes de 'sforzato' com a mão esquerda, talvez uma reminiscência de Robert Schumann. Este movimento torna-se o pano de fundo para um tema contrastante de longa duração, mas novamente o compositor opta por uma estrutura mais abreviada do que suas premissas poderiam suportar: escrever uma bravura crescente leva a uma reprise mais curta da ideia de semicolcheia de abertura e uma cadência final brusca.